# Verónica Castro
Verónica Castro (Mexico-Stad, 19 oktober 1952) is een Mexicaans actrice, zangeres en presentatrice. Ze is de moeder van de populaire zanger Cristian Castro.

## Biografie
Castro had al enkele rollen gespeeld als actrice toen ze in 1973 als zangeres een album uitbracht. Ze had enkele hits, waaronder Adios. Na een aantal films en telenovela's kreeg ze in 1979 groot succes met de telenovela  Los ricos también lloran dat een groot succes was in Latijns-Amerika, maar ook in andere landen. Ook haar zangcarrière kreeg hierdoor weer een boost en ze bracht ook liedjes uit in andere talen zoals het Italiaans, Portugees en Japans. In de jaren tachtig was ze een pionier in Latijns-Amerika door ook video's op te nemen bij haar liedjes. In 1987 speelde ze in de telenovela Rosa salvaje. De gelijknamige titelsong werd een van haar grootste successen.
In de jaren negentig presenteerde ze vele televisieshows. In 2006 had ze nog groot succes met haar album Por Esa Puerta. In 2009 maakte ze een terugkeer naar de telenovela in  Los Exitosos Pérez. Nadat ze een aantal jaren niet meer in tv-producties had meegespeeld werd ze in 2017 gecast als de mater familias Virginia de la Mora. in de nieuwe Netflix-dramedy La Casa de las Flores.

### Privé-leven
In 1970 kreeg Castro een relatie met de komiek Manuel Valdés die tot 1978 duurde. Van 1981 tot 1982 was ze samen met Jorge Martínez. Naast haar zoon Cristian, heeft ze ook nog een zoon Michel.

## Prijzen
| Jaar | Prijs             | Categorie     | Titel              | Resultaat |
| ---- | ----------------- | ------------- | ------------------ | --------- |
| 1988 | TVyNovelas Awards | Beste actrice | Rosa salvaje       | Gewonnen  |
| 1991 | TVyNovelas Awards | Beste actrice | Mi pequeña Soledad | Gewonnen  |

- Biblioteca Nacional de España: XX5583071
- Bibliothèque nationale de France: cb14162606b (data)
- Gemeinsame Normdatei: 1048668827
- International Standard Name Identifier: 0000 0000 4233 5483
- Library of Congress Control Number: no95058266
- MusicBrainz: 9a167ba2-325f-4262-90ce-6cf5e9636ba4
- Système universitaire de documentation: 192977059
- Virtual International Authority File: 78367190
- WorldCat: E39PBJwD3DVmjJXKTPvbyVkMT3